# Мауда, Боаз

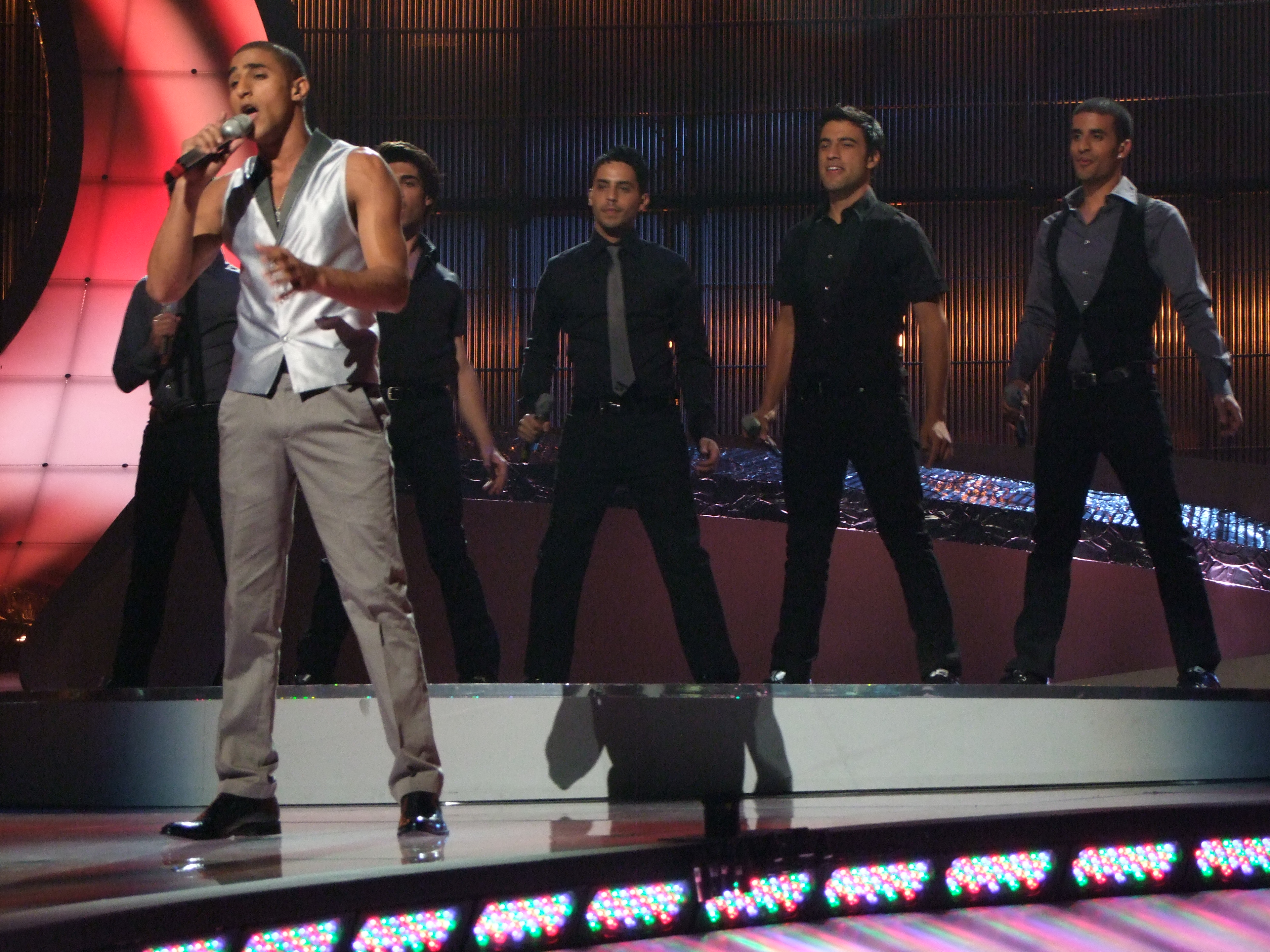
Полуфинал конкурса песни Евровидения 2008

Боаз Мауда (ивр. בועז מעודה‎; родился 23 апреля 1987 года) — израильский певец, победитель в пятом сезоне шоу «Кохав Нолад», израильской версии передачи «Pop Idol», представлял Израиль на Евровидении 2008, где занял 9-е место.

## Биография
Боаз родился и вырос в мошаве Эльяким, где живёт до сих пор с родителями и двумя братьями. Он младший сын у своей матери, которая стала инвалидом в результате родов Боаза. Семья Боаза происходит из йеменских евреев.

## Евровидение 2008
14 ноября 2007 года израильская вещательная корпорация и 2 канал израильского телевидения объявили, что Боаз Мауда, победитель 5-го сезона программы «Кохав нолад» («Рождающаяся звезда»), был выбран чтобы представлять страну на Евровидении 2008 в Белграде, столице Сербии.
Первоначальный отбор прошёл в феврале 2008 года, в котором Мауда спел 5 песен, и зрители вместе с жюри из израильских экспертов проголосовали за песню-победительницу, которой стала «Кеилу кан» («Как будто бы здесь») - эту песню написала победительница Евровидения 1998 года Дана Интернейшенл.
Мауда участвовал в первом полу-финале Евровидения 20 мая 2008 года, в котором он занял 5 место. В финале 24 мая, он набрал 124 очка и занял девятое место.

## После Евровидения
Первый сингл Боаза «Ореах баолам» («Гость в мире») вышел 3 августа 2008. Боаз объяснил, что скоро включит ряд песен в свой первый альбом «Боаз Мауда». В марте 2009 года вышел второй сингл «Лахзор абайта» («Обратно домой»), а в том же году Боаз вместе с ещё двумя участницами Евровидения — армянкой Сирушо и сербкой Еленой Томашевич — записал песню «Time to pray» («Время молитвы»), посвящённую жертвам геноцида армян, евреев и сербов.
7 июля 2009 вышел первый студийный альбом «Боаз Мауда» с 11 песнями. На нём была также записана ещё одна песня, связанная с Евровидением — «Ша'ар либех», кавер-версия песни «Zemrën e lamë peng», исполненной албанкой Олтой Бокой. В том же году Боаз снялся в сериале «Джонни Голливуд», сыграв роль певца Ицхара Коэна, а в августе организовал гастроли.
В 2011 году вышел сингл «Елед хасад», посвящённый сериалу «Алифим». В апреле того же года Боаз представил песню «Шния ве'од ахат» со своего второго альбома, который пока ещё не вышел в свет.

## Дискография
- 2007
  - Mi Haya Ma'amin
  - Menagen Ve'Shar
- 2008
  - Ke'ilo kan (The Fire in Your Eyes)
  - Oreakh BaOlam
- 2009
  - Lakhzor HaBaita
  - Time To Pray (feat. Сирушо и Е. Томашевич)
- 2011
  - Shniya Ve'od Ahat